# Persone di cognome Quinn
| Questa pagina contiene informazioni ricavate automaticamente dalle voci biografiche con l'ausilio del template Bio e di un bot. L'aggiornamento è periodico e automatico e ricostruisce completamente la pagina. Se manca una persona in questa lista, sei pregato di non aggiungerla, ma accertati piuttosto che la sua voce biografica contenga il template Bio e che i dati anagrafici siano correttamente compilati. Se il template Bio manca, inseriscilo tu stesso o, in alternativa, metti l'avviso {{tmp\|Bio}} che ne segnala la mancanza. Se i dati riportati sono sbagliati, correggi direttamente la voce biografica; le modifiche saranno visibili in questa lista entro pochi giorni. Per chiarimenti vedi il progetto antroponimi. La lista contiene solo le 65 persone che sono citate nell'enciclopedia e per le quali è stato implementato correttamente il template Bio. Pagina aggiornata al 23 lug 2025. |

Questa è una lista di persone presenti nell'enciclopedia che hanno il cognome Quinn, suddivise per attività principale.

## Allenatori di calcio(2)
- Brian Quinn, allenatore di calcio e ex calciatore statunitense (Belfast, n. 1960)
- Jimmy Quinn, allenatore di calcio e ex calciatore nordirlandese (Belfast, n. 1959)

## Allenatori di football americano(1)
- Dan Quinn, allenatore di football americano statunitense (Morristown, n. 1970)

## Arcivescovi cattolici(1)
- John Raphael Quinn, arcivescovo cattolico statunitense (Riverside, n. 1929 - San Francisco, † 2017)

## Artisti(1)
- Marc Quinn, artista britannico (Londra, n. 1964)

## Atlete paralimpiche(1)
- Alison Quinn, ex atleta paralimpica australiana (Manly, n. 1977)

## Attori(11)
- Terry O'Quinn, attore statunitense (Newberry, n. 1952)
- Aidan Quinn, attore statunitense (Chicago, n. 1959)
- Brandon Quinn, attore statunitense (Aurora, n. 1977)
- Ed Quinn, attore statunitense (Berkeley, n. 1968)
- Francesco Quinn, attore italiano (Roma, n. 1963 - Malibù, † 2011)
- Glenn Quinn, attore irlandese (Dublino, n. 1970 - Los Angeles, † 2002)
- J.C. Quinn, attore statunitense (Filadelfia, n. 1940 - Ciudad Juárez, † 2004)
- Joseph Quinn, attore britannico (Londra, n. 1994)
- Kevin Quinn, attore e cantante statunitense (Chicago, n. 1997)
- Martin Quinn, attore britannico (Paisley, n. 1994)
- Bill Quinn, attore statunitense (New York, n. 1912 - Camarillo, † 1994)

## Attrici(8)
- Abby Quinn, attrice statunitense (Bloomfield, n. 1996)
- Aileen Quinn, attrice, cantante e ballerina statunitense (Yardley, n. 1971)
- Elizabeth Quinn, attrice statunitense (Port Jervis, n. 1948)
- Martha Quinn, attrice statunitense (Albany, n. 1959)
- Molly Quinn, attrice e doppiatrice statunitense (Texarkana, n. 1993)
- Patricia Quinn, attrice cinematografica e attrice teatrale britannica (Belfast, n. 1944)
- Pat Quinn, attrice statunitense (Langhorne, n. 1937)
- Tandra Quinn, attrice statunitense (Los Angeles, n. 1931 - Panama City Beach, † 2016)

## Avvocati(1)
- Seabury Quinn, avvocato, giornalista e romanziere statunitense (Washington, n. 1889 - † 1969)

## Batteristi(1)
- Jonny Quinn, batterista britannico (Bangor, n. 1972)

## Calciatori(8)
- Barry Quinn, ex calciatore irlandese (Dublino, n. 1979)
- James Quinn, ex calciatore nordirlandese (Coventry, n. 1974)
- Jimmy Quinn, calciatore scozzese (Croy, n. 1878 - Croy, † 1945)
- Micky Quinn, ex calciatore inglese (Liverpool, n. 1962)
- Niall Quinn, ex calciatore e allenatore di calcio irlandese (Dublino, n. 1966)
- Pat Quinn, calciatore e allenatore di calcio scozzese (Glasgow, n. 1936 - † 2020)
- Stephen Quinn, calciatore irlandese (Clondalkin, n. 1986)
- Wayne Quinn, ex calciatore inglese (Truro, n. 1976)

## Calciatrici(2)
- Quinn, calciatrice canadese (Toronto, n. 1995)
- Louise Quinn, calciatrice irlandese (Blessington, n. 1990)

## Cantanti(2)
- Carmel Quinn, cantante e attrice irlandese (Dublino, n. 1925 - Leonia, † 2021)
- Eimear Quinn, cantante irlandese (Dublino, n. 1973)

## Cestiste(2)
- Donna Quinn, ex cestista australiana (Pittsworth, n. 1963)
- Noelle Quinn, ex cestista e allenatrice di pallacanestro statunitense (Los Angeles, n. 1985)

## Cestisti(2)
- Bart Quinn, cestista statunitense (Allen, n. 1917 - Los Alamitos, † 2013)
- Chris Quinn, ex cestista e allenatore di pallacanestro statunitense (New Orleans, n. 1983)

## Chitarristi(1)
- Paul Quinn, chitarrista britannico (Barnsley, n. 1951)

## Ciclisti su strada(1)
- Sean Quinn, ciclista su strada statunitense (Los Angeles, n. 2000)

## Direttori della fotografia(1)
- Declan Quinn, direttore della fotografia statunitense (Chicago, n. 1957)

## Fisiche(1)
- Helen Quinn, fisica australiana (Melbourne, n. 1943)

## Giocatori di football americano(3)
- Brady Quinn, giocatore di football americano statunitense (Columbus, n. 1984)
- Jonathan Quinn, ex giocatore di football americano statunitense (Turlock, n. 1975)
- Robert Quinn, giocatore di football americano statunitense (Ladson, n. 1990)

## Imprenditori(1)
- Paul Raymond, imprenditore e editore inglese (Liverpool, n. 1925 - Londra, † 2008)

## Modelli(1)
- Danny Quinn, modello, attore e regista italiano (Roma, n. 1964)

## Nuotatori(1)
- Nicholas Quinn, nuotatore irlandese (Castlebar, n. 1993)

## Piloti automobilistici(1)
- Alex Quinn, pilota automobilistico britannico (Truro, n. 2000)

## Politici(4)
- Jack Quinn, politico statunitense (Buffalo, n. 1951)
- Pat Quinn, politico statunitense (Hinsdale, n. 1948)
- Ruairi Quinn, politico irlandese (Dublino, n. 1946)
- William F. Quinn, politico e avvocato statunitense (Rochester, n. 1919 - Honolulu, † 2006)

## Scrittori(1)
- Daniel Quinn, scrittore statunitense (Omaha, n. 1935 - Houston, † 2018)

## Scrittrici(1)
- Kate Quinn, scrittrice statunitense (n. 1981)

## Tennisti(1)
- Ethan Quinn, tennista statunitense (Fresno, n. 2004)

## Velocisti(2)
- James Quinn, velocista statunitense (Brooklyn, n. 1906 - Cranston, † 2004)
- Mathew Quinn, velocista sudafricano (Salisbury, n. 1976)

## Vescovi cattolici(2)
- John Michael Quinn, vescovo cattolico statunitense (Detroit, n. 1945)
- Peter Quinn, vescovo cattolico australiano (Subiaco, n. 1928 - Bunbury, † 2008)